# 久世卓矢
久世 卓矢（くぜ たくや、1985年4月6日 - ）は、福岡県を拠点に活動するナレーター、タレント。福岡県出身、パインズのタレント養成部所属。
本名は、久保拓矢。

## 人物・略歴
子供の頃から、日本人離れした顔をしていたためハーフやクォーターと間違えられていた。
オーディションもこの頃から受け始めており、12歳の頃に福岡アクターズスクールに所属。
ラジオドラマや声の仕事が多いため、高校生の時にパインズの学校、サイズに通い始める。